# Bataille de Long Dinh
Guerre du Viêt Nam
Batailles
La bataille de Long Định était une bataille de la guerre du Viêt Nam opposant le Việt Cộng à l'armée de la République du Vietnam le 26 février 1964.

## Contexte
Les membres de la surveillance à bord d'un hélicoptère américain avaient repéré un grand groupe de chasseurs du Việt Cộng se rassemblant dans une clairière forestière près de Long Dinh. Le général Nguyễn Khánh y a immédiatement dépêché ses forces d'infanterie en utilisant des véhicules blindés de transport de troupes M113.

## Déroulement
Le 26 février 1964, trois mille soldats de l'armée de la République du Vietnam encerclèrent le 514e bataillon du Việt Cộng à Long Định. Au cours de la bataille de 8 heures, l'armée de la République du Vietnam a évité tout contact avec le Việt Cộng, mais le commandant de l'armée de la République du Vietnam s'est appuyé sur les frappes aériennes et d'artillerie pour infliger des dégâts. En conséquence, le 514e bataillon du Việt Cộng a pu passer à travers les brèches et se retirer avec succès de la zone, en utilisant des équipes de tireurs d'élite pour sécuriser les traversées de la rivière.

## Conséquences
En raison de l'incompétence de l'armée de la République du Vietnam dans cette bataille, le général Khánh a limogé cinq de ses commandants de division.